# Imran Hussain (homme politique britannique)
Imran Hussain (né le 7 juin 1978) est un homme politique du parti travailliste et un avocat britannique. Il est député de la circonscription de Bradford East depuis 2015.

## Jeunesse
Hussain est né et grandit à Bradford, dans le Yorkshire de l'Ouest. Il fréquente des écoles locales financées par l'État et, adolescent, travaille dans le supermarché Morrisons, balayant les sols et empilant des étagères.

## Carrière politique

### Conseiller
Hussain est conseiller travailliste dans la ville de Bradford Metropolitan District Council, élu pour la première fois en 2002. En 2003, Hussain présente une motion au Conseil de Bradford pour s'opposer à la guerre en Irak.
En 2008, il est élu chef adjoint du groupe travailliste du conseil. En 2010, lorsque le parti travailliste prend le contrôle du conseil, il devient chef adjoint du conseil de Bradford et reste à ce poste pendant cinq ans jusqu'aux élections générales de 2015, lorsqu'il est élu à la Chambre des communes.
À la suite de son élection à Westminster, Hussain ne touche pas son allocation de conseil, à laquelle il a droit, déclarant que c'est une «décision de principe» car il serait erroné «d'obtenir deux salaires» de la fonction publique .

### Élection partielle de Bradford West
En 2012, Hussain est sélectionné par le parti travailliste pour se présenter à Bradford West lors de l'élection partielle provoquée par la démission de la titulaire travailliste, Marsha Singh, en raison d'une «maladie grave». George Galloway du Parti du respect choisit de se présenter à cette élection partielle. Peu avant le jour du scrutin, un dépliant est distribué dans la circonscription qui affirme: «Dieu SAIT qui est musulman. Et il SAIT qui ne l'est pas. " Il continue: «Permettez-moi de montrer à tous les frères et sœurs musulmans ce que je représente. Moi, George Galloway, je ne bois pas d'alcool et je n'en ai jamais bu. Demandez-vous si l'autre candidat [Imran Hussain] à cette élection peut le dire honnêtement. ". Le dépliant ne contenait aucun logo de parti ou d'identification ni aucune indication de l'agent ou de l'imprimeur, comme l'exige la loi. Bien qu'un lien avec le candidat du Parti du respect ait été initialement refusé, il a été confirmé par la suite que le document avait été approuvé par Galloway.
L'élection est gagnée de manière inattendue par Galloway avec une large majorité.

### Député
En 2014, le Parti travailliste de la circonscription de Bradford East choisit Hussain parmi trois autres candidats, dont le président du Congrès des syndicats, pour devenir le candidat travailliste au siège. Au cours de sa campagne électorale générale de 2015 pour Bradford East, Hussain refuse un don de 1 000 £ de Tony Blair, invoquant sa propre opposition à la guerre en Irak comme raison.
Il est élu au Parlement en 2015 en obtenant le siège de David Ward des libéraux démocrates avec un passage de 13,8% au parti travailliste et une majorité de 7 084 voix.
Le 15 mai 2015, Hussain est l'un des 10 députés travaillistes nouvellement élus à avoir signé une lettre ouverte appelant à un chef du parti travailliste qui ne «se repliera pas sur le credo du «nouveau Labour» du passé et s'opposera à l'austérité.
Le 20 juillet 2015, Hussain est l'un des 48 députés travaillistes qui votent contre le projet de loi sur le bien-être et se sont donc rebellés contre la position du parti travailliste de s'abstenir lors du vote.
Hussain est l'un des 36 députés travaillistes à avoir parrainé Jeremy Corbyn comme candidat aux élections à la direction du parti travailliste de 2015. Le 14 janvier 2016, Hussain est nommé ministre d'État fantôme chargé du développement international par Jeremy Corbyn. Le 3 juillet 2017, il est nommé ministre d'État fictif de la justice. Hussain soutient Rebecca Long Bailey comme candidate à l'élection à la direction travailliste de 2020 et soutient Richard Burgon à la direction adjointe,. Le 9 avril 2020, il est nommé par Keir Starmer au poste de ministre d'État fantôme chargé des droits à l'emploi.